# طالاسا

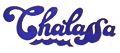
شعار برنامج طالاسا

طالاسا (بالفرنسية: Thalassa)‏ هو برنامج تلفزيوني شهري يبث بعد ظهر يوم الأحد في فرونس 3، وهو أحد البرامج التلفزيونية الأطول عمرا في المشهد السمعي البصري الفرنسي، يعود تاريخ بثه الأول إلى 27 سبتمبر 1975.
تتمحور مواضيعه حول البحر (θάλασσα: طالاسا في اليونانية القديمة والحديثة) وبيئته من وجهة نظر إيكولوجية ورياضية وإنسانية وتاريخية. تمكن البرنامج من إنشاء مجتمع حقيقي من المشاهدين النشطين المتحمسين للبحر، يتواجدون في أحداث ثقافية أو رياضية، ونوادي ومنتديات التحاور وما إلى ذلك.

## روابط خارجية
- طالاسا على موقع IMDb (الإنجليزية)
- طالاسا على موقع قاعدة بيانات الفيلم (الإنجليزية)